# Fernando Pérez Quijada
Fernando Pérez Quijada (Puebla de Argeme,Cáceres, 25 de enero de 1996), conocido como Deco, es un futbolista español. Juega como Mediocentro y su actual equipo es el  Club Polideportivo Cacereño  de la Primera Federación de España.

## Trayectoria
Se formó en las categorías inferiores de la UPP con quien debutó en Tercera Federación jugando 2 partidos a los 16 años y siendo convocado por la Selección Española Sub-16, posteriormente firmó por el  Málaga CF para su filial, el Atlético Malagueño. Se consolidó en el equipo B del conjunto andaluz donde disputó 5 temporadas con una cesión al Barakaldo CF donde debutó en la Segunda División B, tras el tercer año. En esas 6 temporadas siempre disputó más de 30 partidos siendo importante en todas esas plantillas. Finalmente asentado en la tercera categoría salió libre de la cantera malagueña y firmó por UD Melilla y CD Guijuelo en las dos campañas siguientes. Con el estreno de la Segunda Federación regresó a Extremadura para militar en el CD Coria donde brilló notablemente. A pesar del descenso cauriense en su segundo año, Deco firmó por el  CP Cacereño su club actual y con el cual ha conseguido en su segundo año el ascenso a la tercera categoría, Primera Federación. Además, ha disputado la Copa del Rey enfrentando a clubes como el Atlético de Madrid. En sus años en Cáceres, Deco se convirtió en un referente para la afición cacereña llegando rápidamente a ser uno de los capitanes del equipo extremeño.

## Clubes
| Club               | País   | Año       |
| ------------------ | ------ | --------- |
| UPP                | España | 2011-2012 |
| Atlético Malagueño | España | 2013-2016 |
| Barakaldo CF       | España | 2016-2017 |
| Atlético Malagueño | España | 2017-2019 |
| UD Melilla         | España | 2019-2020 |
| CD Guijuelo        | España | 2020-2021 |
| CD Coria           | España | 2021-2023 |
| CP Cacereño        | España | 2023-     |